# Nikolai Setzer
Nikolai Setzer (* 20. April 1971 in Groß-Gerau) ist ein deutscher Manager in der Automobilindustrie. Seit dem 1. Dezember 2020 ist Setzer der Vorstandsvorsitzende des DAX-Konzerns Continental AG mit Sitz in Hannover.

## Laufbahn
Setzer studierte Wirtschaftsingenieurswesen in Darmstadt und Bordeaux und ist seit 1997 für Continental tätig. Setzer begann in der Reifenentwicklung und Reifentestabteilung. Anschließend hatte er verschiedene Führungspositionen inne. 2009 wurde Setzer Leiter der Division Pkw-Reifen und Mitglied des Vorstands. Von 2015 bis 2019 war er für die Beschaffung verantwortlich. 2019 übernahm er die Leitung des Automotivebereichs. Seit dem 1. Dezember 2020 ist Setzer der Vorstandsvorsitzende von Continental. Nach der fristlosen Entlassung des Vorstandsmitglieds Wolfgang Schäfer am 17. November 2021 ist Nikolai Setzer außerdem für das Finanz- und Compliance-Ressort zuständig.